# Ревелев, Василий Александрович
Васи́лий Алекса́ндрович Ре́велев (26 декабря 1892, Уварово — 4 августа 1974, Тамбов) — российский советский валторнист и музыкальный педагог, артист симфонического оркестра Тамбовской филармонии, преподаватель Тамбовского музыкального училища, Заслуженный работник культуры РСФСР (1968). Сын Василия Ревелева — Заслуженный артист РСФСР кларнетист и дирижёр Валентин Васильевич Ревелев.